# サラン (ロワレ県)
サラン（Saran）は、フランス、サントル＝ヴァル・ド・ロワール地域圏、ロワレ県のコミューン。
なお、ここには塩水を湧出する泉が存在しており、かつてはここで製塩が行われていた。フランス語で「Saran」とは「製塩所」という意味である。つまり、ここは製塩所が存在する場所だから「サラン」と呼ばれるようになったのである。
この他、かつてフランスで空気浮上式鉄道のアエロトランが開発されていた時、その実験線が作られた場所としても知られている。